# Damier argenté
Chlosyne nycteis
Espèce
Le Damier argenté (Chlosyne nycteis) est un insecte lépidoptère de la famille des Nymphalidae de la sous-famille des Nymphalinae et du genre Chlosyne.

## Dénomination
Chlosyne gorgone a été nommée par  Henry Doubleday en 18147.
Synonymes : Melitaea nycteis Doubleday, [1847]; Charidryas nycteis ; Dyar, 1903.

### Sous-espèces
- Chlosyne nycteis nycteis
- Chlosyne nycteis drusius Edwards, 1884
- Chlosyne nycteis reversa F. & R. Chermock, 1940[1].

### Noms vernaculaires
Le Damier argenté se nomme en anglais Silvery Crescentspot .

## Description
Le Damier argenté est un papillon jaune orange et marron foncé à noir de taille moyenne. Son envergure varie entre 33 et 51 mm
Le dessus présente aux antérieures une bande marginale noire, une ligne de grands damier orange, puis de petits damiers orange, alors qu'aux postérieure, fait suite à la bande marginale noire une bande submarginale de damiers orange centrés d'un point blanc cerclé de noir, puis la ligne de grands damiers orange comme aux antérieures puis des petits damiers sans partie basale foncée.
Le revers des antérieures est jaune alors que les postérieures ont deux bandes transversales distinctes de taches ovales blanc argenté,.

### Chenille
La chenille est noire, ornée d'une bande orange sur les flancs et d'épines marron.

## Biologie

### Période de vol et hivernation
L'imago vole en juin juillet en une génération au nord de son aire, deux générations entre mai et septembre plus au sud, peut-être trois dans l'extrême sud de son aire au Texas.
Le Damier argenté hiverne au stade de la chenille.

### Plantes hôtes
Les plantes hôtes de la chenille sont diverses : Actinomeris alternifolia, Aster, Helianthus, Rudbeckia laciniata, Verbesina helianthoides et Verbesina virginica.

## Écologie et distribution
Il est présent dans l'est de l'Amérique du Nord, au Canada dans le sud du Québec, de l'Ontario et du Minabota et dans tout l'est des États-Unis à partir du Dakota du Nord, du Wyoming, du Colorado et de l'Arizona,.

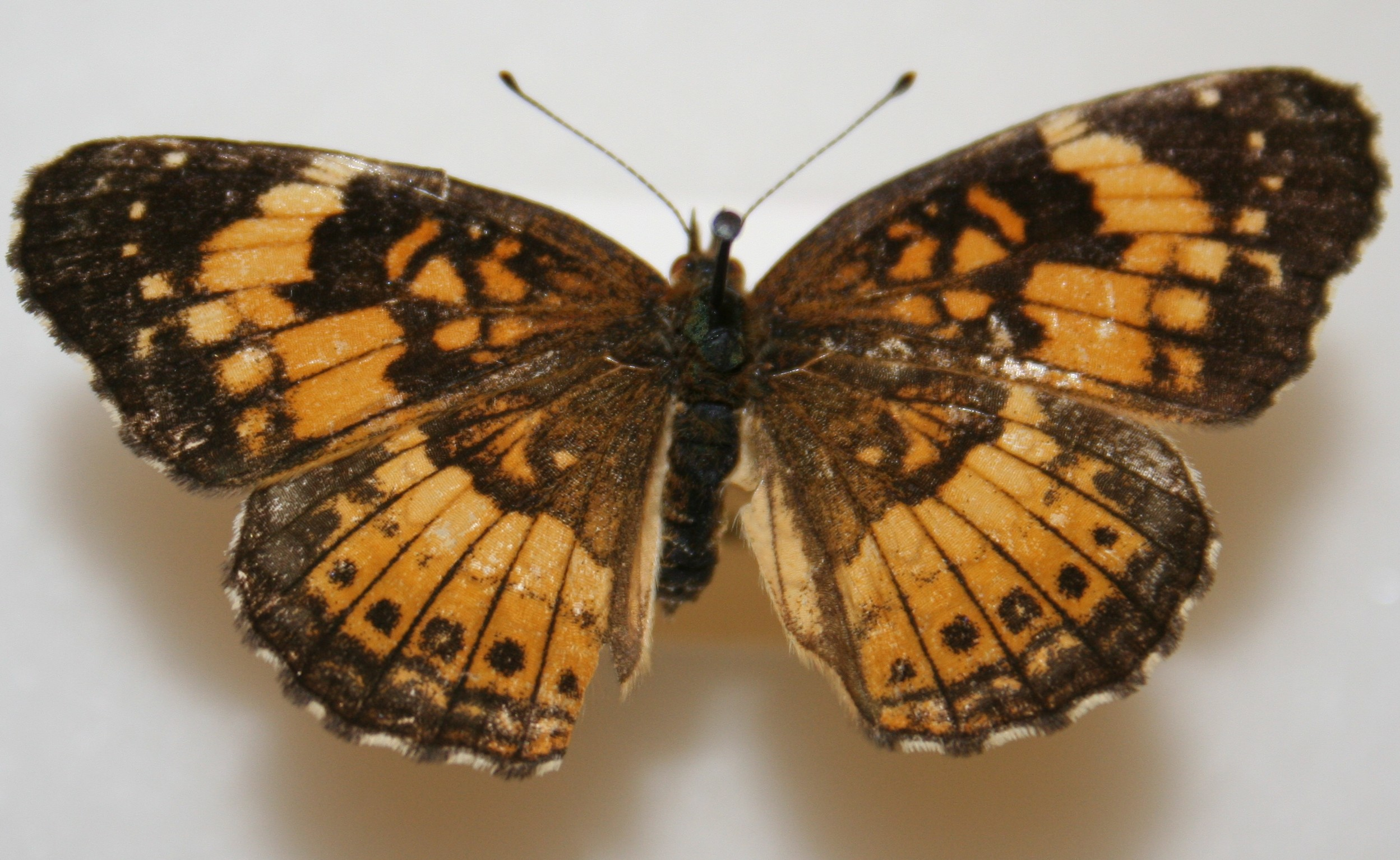
Damier argenté

### Biotope
Il réside principalement près les rives des cours d'eau.

### Protection
Pas de statut de protection particulier.